# Hadena limbanensis
Hadena limbanensis là một loài bướm đêm trong họ Noctuidae.